# Maicon Sisenando
Maicon Douglas Sisenando, brazilski nogometaš, * 26. julij 1981, Novo Hamburgo, Brazilija.
Maicon je nekdanji nogometni desnega branilca. Med letoma 2003 in 2014 je nastopal za brazilsko reprezentanco. Maicon je začel svojo kariero v svoji domači državi raziBliji, kjer je igral za Cruzeiro, preden je kot mladenič igral za klub po imenu Criciuma. Med letoma 2001 in 2004, je Maicon zaigral 56-krat za Cruzeiro in z njim osvojil en naslov brazilskega prvaka in številne druge pokale, preden je prestopil v Evropo, kjer je podpisal za francoski klub AS Monaco. Po dveh letih v Franciji, je Maicon leta 2006 podpisal pogodbo z Italijanskim prvoligašem Interjem. Pri Interju je takoj postal stalni član začetne enajsterice s katerim je leta 2010 osvojil naslov lige prvakov, štiri krat italijanski državni naslov, svetovno klubsko prvenstvo in še mnogo ostalih lovorik. Maicon je znan po svojih tako branilskih, kot tudi napadalnih sposobnostih. Predvsem je izstopal njegov močan zaključek na gol. Zaradi njegove uspešnosti, moči, tehnike in vzdržljivosti, je Maicon dobil pri interju vzdevek (ill colossus). V svojem času pri Interju je napredoval in postal eden izmed najboljših branilcev na svetu. Avgusta leta 2012, je Maicon podpisal za Angleški klub Manchester City, ki je bil tisti čas pod vodstvom trenerja Roberta Mancinija. Brazilec si ni uspel izboriti začetne enajsterice, saj je na desnem boku odlično igral Argentinec Pablo Zabaleta. Branilec se je hitro preselil nazaj v Italijo in podpisal za rimski klub Romo. 

## Internacionale

### 2006-2009
Julija leta 2006, je Internazionale iz Italije naznanil prihod Maicona za ceno 4.8 milijona funtov in 5- letno pogodbo, skupaj z Brazilskim branilcem Maxwellom in Francoskim vezistom Dacourtom . Med časom pri Interju si je Maicon uspel izboriti mesto v začetni enajsterici. Bil je zmožen pogosto tekati po desnem boku neprekinjeno, pripravljati asistence za gol in tudi doseči gol s svojo močno desno nogo. V začetni enajsterici je z njegovega položaja izrinil kapetana Javierja Zanettija, in tako postal prva izbira trenerja na desnem boku. Na splošno velja za enega najboljših desnih bočnih branilcev. Maicon je svoj prvi zadetek v ligi prvakov dosegel proti Barceloni, kjer je Interju uspela odmevna zmaga nad Katalonci. 22 Maja 2010, je Inter v finalu lige prvakov z rezultatom 2:0 premagal ekipo Bayern Munich na stadionu Santiago Bernabeu v Madridu. Maicon je bil za sezono 2009-2010 imenovan za Uefa klubskega branilca leta. S svojimi nastopi si je zaslužil nominacijo za nagrado najboljšega igralca v Evropi.